# Teglets historia

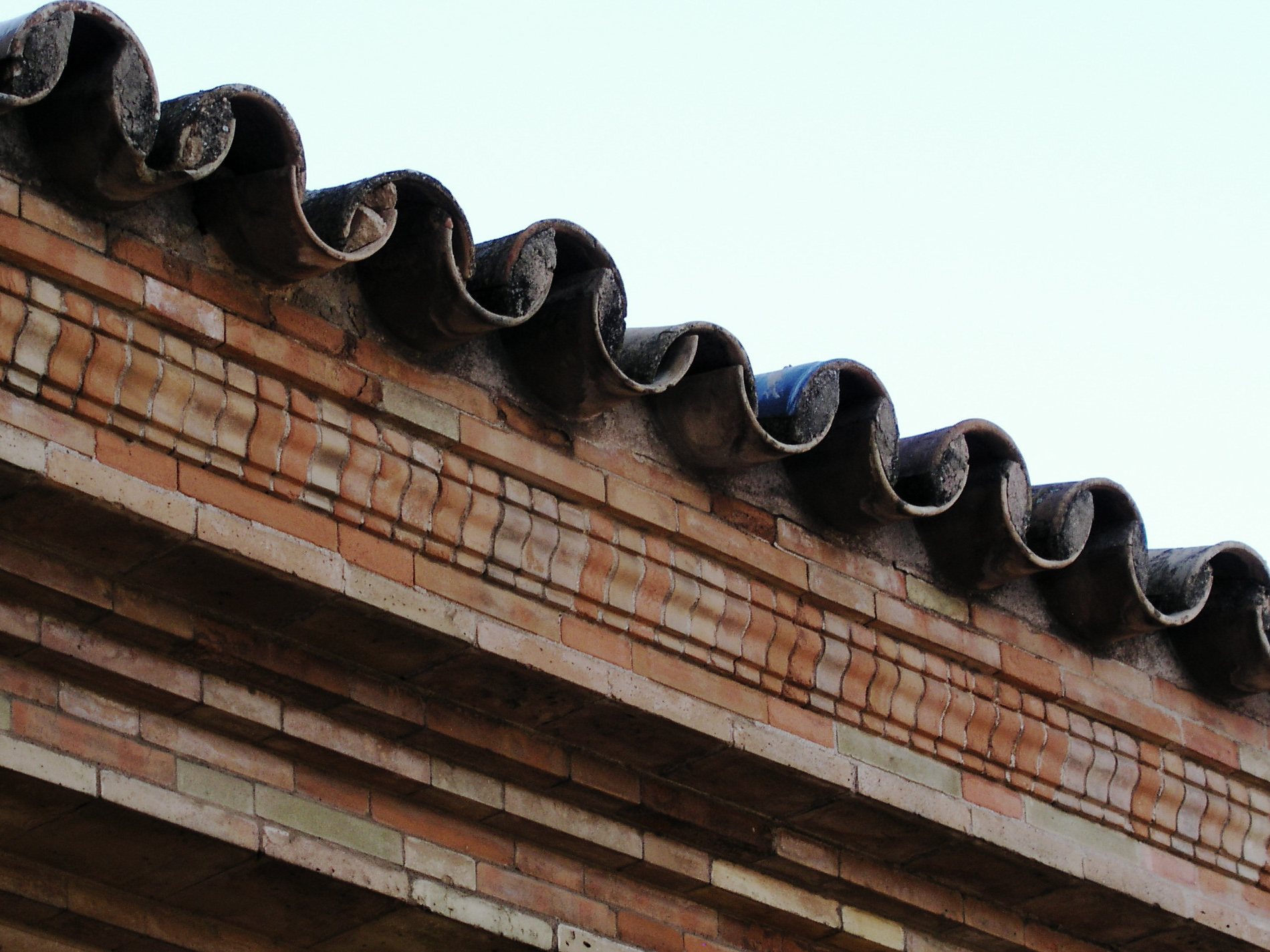
Fasadtegel och tegelpannor.

Tegel (från lat. tegula ”taktegel”) är ett av bränd lera framställt byggmaterial. Den vanligaste användningen av materialet tegel är i form av fasadtegel och murtegel. Andra användningsområden för tegel är taktegel, marktegel, tegelrör, urnor, krukor med mera.

## Råtegel och lersten
Teglets historia sammanhänger med människosläktets behov av bostäder. Naturligt nog har det legat nära till hands att av den smidiga leran forma hela bostäder ("jordkulor") och sedan delar därav, som torkade i solen lät sammanföra sig till väggar. Den så uppkomna råstenen (adobe, lersten eller gemenligen också kallad "råtegel") kan med säkerhet spåras tillbaka till 10 000 år f.Kr. (borrningar i Nilens flodbädd).
Byggnader uppförda i lersten är extremt hållbara och några av dessa byggnader tillhör jordens allra äldsta byggnader. I heta och torra klimat ger adobekonstruktioner avsevärda fördelar genom sin höga värmetröghet som ger svalka på dagen och värme på natten. Adobematerial verkar också fuktutjämnande och miljön upplevs därför som komfortabel.
Materialet måste dock skyddas emot direkt infallande regn som annars löser upp det.

## Bränt tegel
Verkligt tegel, det vill säga av lera bränt tegel, användes omkring 1 800 år f.Kr., och troligen har kännedomen om tegeltillverkningen varit ännu äldre. Sedan 1290 f.Kr. byggde assyrierna en mur kring Babylon, som krävde omkring 32 miljarder tegel i svenskt normalformat. Det skulle ta 70 år för Sveriges nuvarande tegelindustri att tillverka så stort kvantum. Mederna införde omkring 600 år f.Kr. tegeltak.
Genom bränningen blir teglet väderbeständigt. Bränningen skedde i forna tider helt enkelt genom att först stapla råteglet glest i rätt stor höjd och med i bottnen satta tvärkanaler av råsten (det vill säga obränt eller soltorkat tegel). En tät mur av råsten lades utomkring den stora stapeln och avslammades med lera. Ved inkastades i bottenkanalerna samt tändes, och elden underhölls alltefter tegelstapelns storlek och teglets gasbränningstemperatur.
Dylik bränning, som företogs på fältet intill den plats, där teglet slagits för hand och för övrigt ännu förekommer på sina ställen, kallas fältbränning och ugnen fältugn. Denna ugnstyp förbättrades därigenom, att fasta väggar uppbyggdes och särskilda eldstäder med roster inrätt.
Ringugn blev vanlig i slutet av 1800-talet. Tunnelugn blev vanlig i mitten av 1900-talet.
Storleken av tegelstenar har varierat mycket genom åren. Gumlösa kyrka från 1100-talet har tegel av storleken 25x11x8cm. Slottet Malmöhus byggt på 1500-talet har tegelformatet 27x13x8,1cm.

## Teglets användning

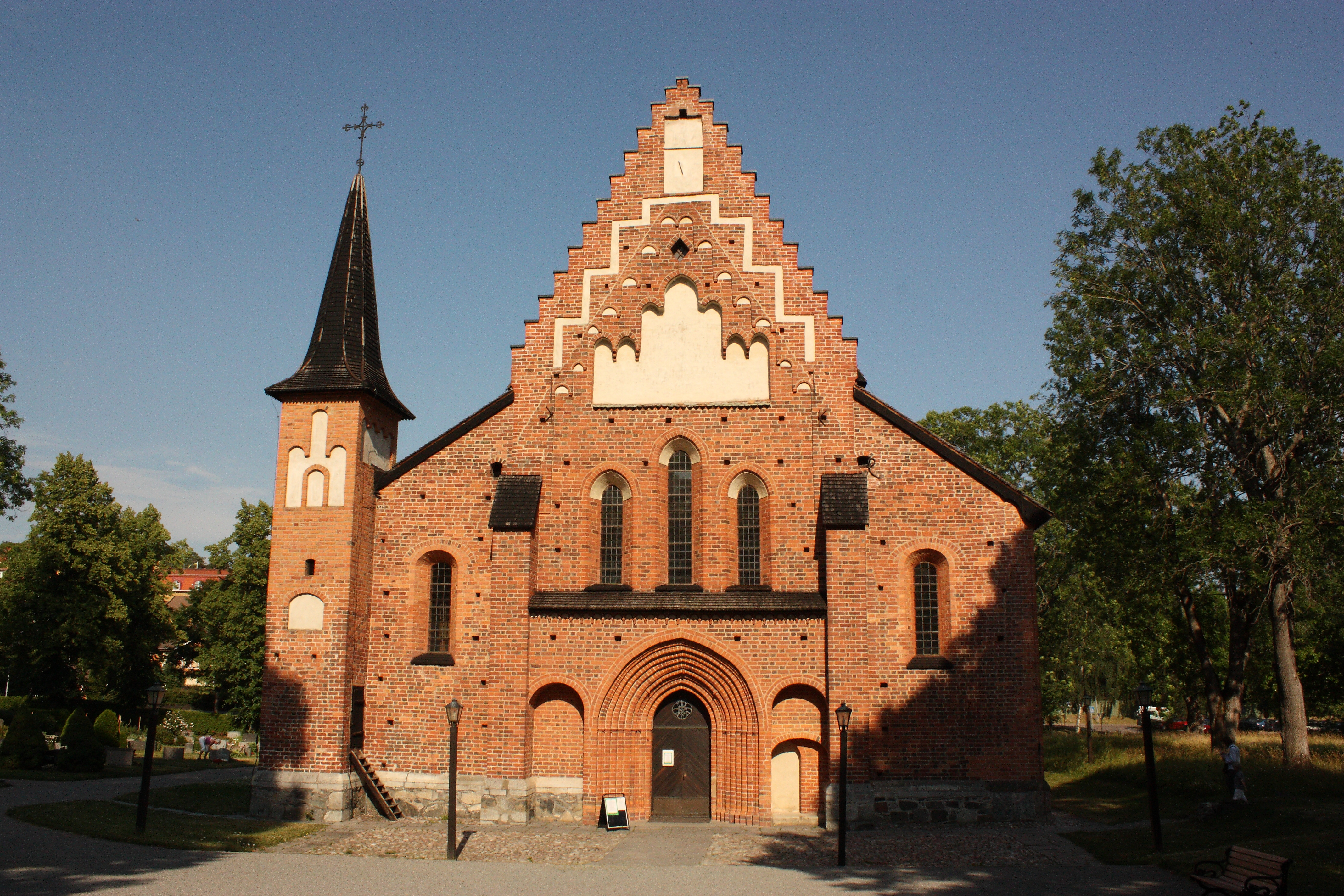
Mariakyrkan i Sigtuna, invigd 1247

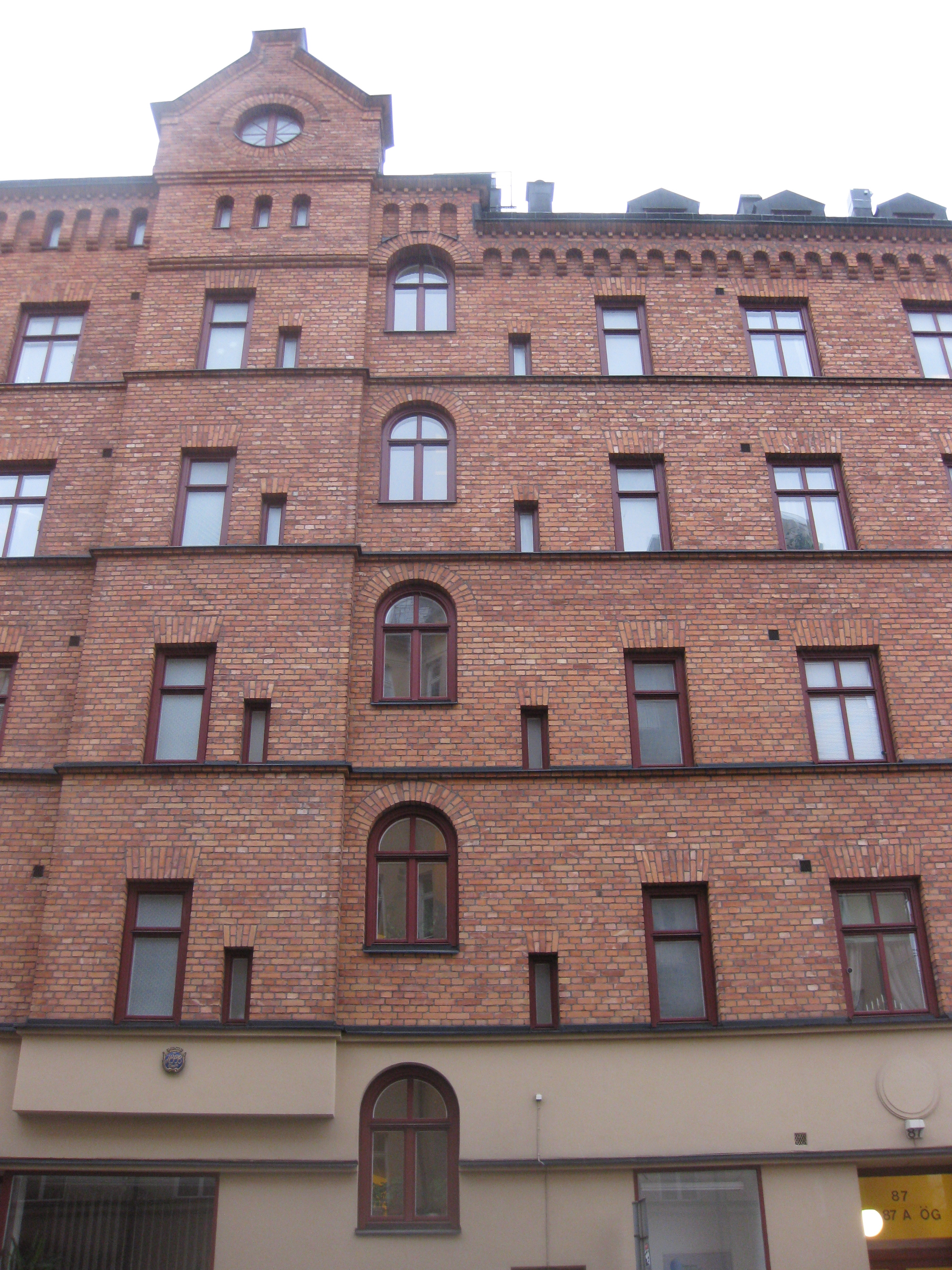
Hyreshuset "Tegeltraven", Hantverkargatan i Stockholm, uppförd 1895-98

Under antiken användes murtegel runt Medelhavet och i södra Tyskland, som utgjorde norra delen av Romarriket, men användningen spred sig inte till norra Tyskland eller Skandinavien. Skandinaviens äldsta tegelbyggnad är Roskilde domkyrka, som började byggas på 1170-talet. Nordens äldsta stenbyggnad (se byggnadssten) är Clemenskyrkan i samma stad, som är omkring 100 år äldre. Teglet började alltså användas efter att stenbyggnader börjat komma på modet. Sveriges äldsta tegelbyggnad antas vara Gumlösa kyrka, invigd 1191 av biskop Absalon (i dåvarande Danmark). En annan väl bevarad tegelkyrka är Mariakyrkan i Sigtuna, som invigdes 1247.
Den rådande stilen var romansk arkitektur med rundbågar, men på i mitten av 1100-talet introducerades den elegantare gotiken med spetsbågar i Paris. Något senare utvecklades den säregna tegelgotiken i Nordtyskland och Skandinavien. Först med 1200-talet, då Uppsala domkyrka började byggas, slog teglet igenom för kyrkobyggnader i Sverige.
Teglet övergick därefter till att bli slottens och profanbyggnadskonstens material – först under 1600-talet blev det i större utsträckning de privata bostädernas.
I städerna ha givetvis de stora eldsvådorna tvingat fram eldsäkrare material än trä, och dit har även de största mängderna av tegel hopats. Från att i äldsta tider ha varit ett fyllnadsmaterial – råsten – med natursten som skyddshölje för byggnaderna, trädde teglet ut i fasaden, så snart det var bränt (se de äldsta kyrkorna i Sverige). Till följd av smaken för puts doldes sedan under längre tid teglet, men det hade åter efter 1890-talet kommit fram till ytan, många gånger då i särskild för fasaden tillverkad färg- och ytbehandling, så kallat fasadtegel.
Teglet hade under 1800-talet en särskild storhetstid. Materialets relativa eldfasthet samt den låga tillverkningskostnaden gjorde den särskilt attraktiv när städerna byggde ut sin bebyggelse. Tidigare hade de flesta svenska städerna, med undantag för städerna i Skåne (som redan hade en vittomfattande tegelbyggartradition), Gotland och Öland med flera träfattiga områden byggt husen av trä. Den nya Byggnadslagen från 1874 förbjöd ny stadsbebyggelse i trä (senare skulle det komma undantag med det som kom att bli landshövdingehus i Göteborg) för att minska risken för eldhärjningar. Råmaterialet och arbetskraften kunde fås till låg kostnad och tillverkningsprocessen var billig, varför det kom att flitigt användas. Tegel var dock ett ännu inte helt rumsrent, så det vanligaste var att fasaden mot gatan putsades och försågs med ornamentik medan bebyggelsen mot en innergård försågs med tegelfasader. Många arbetarbostäder från denna tid byggdes i tegel, ofta med engelska radhus som förebild.
Tegel kom att uppleva en storhetstid mellan 1890 och 1920 då nationalromantiken slog igenom i arkitekturen. Nationalromantikerna var visserligen svagare för trähus, men i stadsbebyggelsen fick man hänge sig åt tegeldyrkan. Många kyrkor, palats och förvaltningsbyggnader från denna tid byggdes i tegel med Köpenhamns rådhus från sekelskiftet 1900 som ett typexempel.
Under mellankrigstiden kom man mer och mer att återgå till slätade putsfasader. Tegel gav associationer till mörka och dystra utrymmen och var inte rationellt. En tidigare tradition av fasadputsning återkom vilket dolde teglet bakom fasaden. Teglet återkom dock efter andra världskriget i ABCstäderna och så småningom även i miljonprogrammets ramar. Under 1960- och 70-talen blev så kallat mexitegel populärt. Nya maskinella metoder gjorde teglet mycket ljusare än tidigare när processen gjorde att många tegelbitar blev fullständigt brända i ugnarna men fick ändå användas i byggnaden. Samtidigt har tegelbruken i Sverige minskat drastiskt till ett fåtal. Vid 1900-talets början fanns omkring 500 tegelbruk, antalet minskade sedan snabbt och i början av 1990-talet fanns bara 12 tegelbruk kvar.

## Tegelbruk i Sverige
I Europa kom framställningen av bränt tegel igång på 1100-talet. Tillverkningen skedde i särskilda tegelbruk, vilka till en början var så starkt knutna till byggprojektet att det startade samtidigt och sedan lades ned när bygget var klart.
Den industriella tillverkningen av murtegel kom igång med industrialiseringen. Tegelindustrins höjdpunkt låg kring sekelskiftet 1900. År 1905 tillverkade 11.606 tegelarbetare i Sverige (vid 489 tegelbruk) ca 1.900.000 ton tegel (401 miljoner sten samt 21,3 miljoner taktegel, 24,6 miljoner dräneringsrör och 110.632 ton eldfast tegel) till ett värde av ca 14,73 miljoner kronor.  År 1910 var antalet tegelbruk 420, endast 42 av dem hade en produktion överstigande 3 miljoner tegel/år. År 1978 tillverkades ca 460.000 ton tegel. År 1967 hade antalet tegelbruk i Sverige minskat till 100 och 1978 till 25. Produktionen har minskat till cirka 100 miljoner murtegel och fasadtegel. Taktegelproduktionen hade sitt maximum efter andra världskriget med 67 miljoner takpannor vilket nu har minskat till 6 miljoner (1987). Tillverkningen av dräneringsrör av tegel är nedlagd sedan länge.
Den dominerande tillverkaren av utrustning för tegelbruk var Åbjörn Anderssons Mekaniska Verkstad i Svedala. De utvecklade ett eget system för tegeltillverkningen, ugnar med överbyggnad för torkning, det så kallade Svedalasystemet. Svedalaanläggning var en vanlig benämning på ett tegelbruk med sådan utrustning.
Den stora nedgången för tegelindustrin kom i samband med 1960-talets miljonprogram. År 1963 tillverkades i Sverige (enhet 1000 kubikmeter) Fasadtegel 449, murtegel 391, oarmerad lättbetong 806 och armerad lättbetong 582.Den viktigaste orsaken till de murade stommarnas tillbakagång, och därmed tegelindustrins, torde vara att man under perioden efter 30-talet, i byggbranschen och samhället i stort, kom att betrakta murade konstruktioner som något omodernt. Det hantverksmässiga murandet förknippades med äldre tider, medan s.k. prefabricerat och industrialiserat byggande representerade det moderna, framtid, ökat välstånd och rationalitet. År 1979 tillverkades i Sverige 3597.000 kubikmeter betong, 297.000 m3 betongblock, 319.000 m3 lättklinkerblock, 183.000 m3 oarmerad lättbetong, 310.000 m3 armerad lättbetong, samt 198000 ton väggelement i betong och därtill 52 miljoner kalksandsten.